# Evald (kino)
Evald je komorní kino se 72 sedadly na Národní třídě v centru Prahy, programově se věnující především uměleckým filmům.

## Historie
Kino bylo založeno v roce 1997, vybudovala jej společnost CinemArt. Jedním ze zakladatelů kina byl Jan Jíra. Název, který zakladatelé zvolili, odkazuje na jméno režiséra české nové vlny Evalda Schorma. K slavnostnímu otevření došlo 13. září téhož roku a zúčastnily se ho osobnosti, které dříve s režisérem Schormem spolupracovaly. Druhý den 14. září potom byly promítány jeho celovečerní filmy veřejnosti.
Záměrem bylo původně získat nějaké zavedené kino, kde by bylo možno promítat opomíjené evropské, nezávislé a kvalitní české snímky. Jelikož se to nedařilo, po déle než rok trvající snaze se zakladatelé rozhodli otevřít nové kino v budově na Národní třídě, kde společnost CinemArt sídlila. V prostoru po nefungující restauraci Vysočina v suterénu vytvořili nově fungující kino Evald.